# Anneli Giske
Anneli Giske (* 25. Juli 1985) ist eine norwegische Fußballspielerin. Die Mittelfeldspielerin steht beim Verein IF Fløya unter Vertrag und spielt für die norwegische Nationalmannschaft.
Sie begann ihre Karriere bei einem Verein in Salangen und wechselte später zu Medkila IL. Seit 2007 spielt für IF Fløya. Am 2. Oktober 2008 debütierte sie in einem Spiel gegen Russland in der norwegischen Nationalmannschaft.
Die Mittelfeldspielerin hat mit der norwegischen Frauen Nationalmannschaft in Finnland bei der Fußball-Europameisterschaft der Frauen 2009 fünf Einsätze und erreichte mit der ihrer Mannschaft das Halbfinale. Im Spiel Schweden – Norwegen hat sie ein Tor geschossen.